# Jack Guiney
John Joseph Guiney, detto Jack (26 giugno 1882 – Bryn Mawr, 6 febbraio 1912), è stato un pesista statunitense.
Guiney partecipò alla gara di getto del peso ai Giochi olimpici di Saint Louis 1904, dove giunse settimo.